# 2013—2014年西南印度洋熱帶氣旋季
2013－2014年西南印度洋熱帶氣旋季在2013年11月15日開始，並將在2014年4月30日完結（某些地區的熱帶氣旋季將在2014年5月15日完結）。
此文內容只包含在西南印度洋形成的熱帶氣旋的介紹。
風暴是由留尼汪氣象部發出報告。如果一個熱帶低氣壓在南緯0-40度，東經31-55度之間增強為中度熱帶風暴的話，馬達加斯加就會為它命名。如果一個熱帶低氣壓在南緯0-40度，東經55-90度之間增強為中度熱帶風暴的話，模里西斯就會為它命名。

## 熱帶氣旋
如果一個熱帶低氣壓在南緯0-40度，東經31-90度之間增強為中等熱帶風暴的話，馬達加斯加或模里西斯就會為它命名。由於每年都會有新的名字清單，所以不用停用名字。
以下所有氣旋的強度及其他相關資訊均以留尼汪氣象部公報為準。

### 強烈熱帶氣旋阿馬拉(Amara)
在12月13日, 聯合颱風警報中心(JTWC)首次把一個位於約北緯10度、東經80度附近的低壓區評為LOW。12月14日, 聯合颱風警報中心(JTWC)把該低壓區升格為MEDIUM, 同日留尼汪氣象部把其升格熱帶擾動02R。
12月15日早上, 留尼汪氣象部把02R升格為熱帶低氣壓, 同日聯合颱風警報中心(JTWC)升格該系統為HIGH, 並發出熱帶氣旋形成警報(TCFA)。
12月16日下午, 留尼汪氣象部把02R升格為中度熱帶風暴, 毛里裘斯氣象部門將其命名為Amara(阿馬拉)。
12月17日凌晨, 聯合颱風警報中心(JTWC)升格該系統為熱帶風暴, 編號03S。
12月18日凌晨, 留尼汪氣象部把阿馬拉升格為強烈熱帶風暴, 同時聯合颱風警報中心(JTWC)升格阿馬拉為一級氣旋。同日早上, 留尼汪氣象部把阿馬拉升格為熱帶氣旋, 聯合颱風警報中心(JTWC)同時升格阿馬拉為二級氣旋。同日晚上, 聯合颱風警報中心(JTWC)同時升格阿馬拉為三級氣旋。
12月19日凌晨, 留尼汪氣象部把阿馬拉升格為強烈熱帶氣旋, 同時聯合颱風警報中心(JTWC)升格阿馬拉為四級氣旋。
從12月19日早上起, 阿馬拉開始進入一個身處海水溫度較低的海域, 令阿馬拉的強度開始轉弱。當日早上,聯合颱風警報中心(JTWC)降格阿馬拉為三級氣旋。同日下午,留尼汪氣象部降格阿馬拉為熱帶氣旋。
12月20日, 阿馬拉的系統組織重新轉強, 留尼汪氣象部在當日下午把阿馬拉重新升格為強烈熱帶氣旋。同日晚上, 聯合颱風警報中心(JTWC)重新升格阿馬拉為四級氣旋。
12月21日下午，聯合颱風警報中心(JTWC)将阿馬拉升为四级超級气旋。
12月22日凌晨, 阿馬拉受到風切變增強及進入海水溫度較低的海域影響, 风眼填塞，对流减弱，聯合颱風警報中心(JTWC)将其降为三级气旋。到了早上，中層大氣的乾空氣開始入侵，強度開始快速減弱, 留尼汪氣象部把阿馬拉降格為熱帶氣旋。同時, 聯合颱風警報中心(JTWC)將其降格為二級氣旋。
同日下午, 留尼汪氣象部把阿馬拉降格為強烈熱帶風暴。同時, 聯合颱風警報中心(JTWC)將其降格為一級氣旋。晚上, 留尼汪氣象部把阿馬拉降格為中度熱帶風暴。同時, 聯合颱風警報中心(JTWC)將阿瑪拉降格為熱帶風暴。
12月23日下午, 留尼汪氣象部把阿馬拉降格為熱帶低氣壓, 並對其發出最後報告。同時, 聯合颱風警報中心(JTWC)也對阿馬拉發出最後報告。 
12月24日, 留尼汪氣象部把阿馬拉降格為低壓區。
在隨後幾日, 阿馬拉的殘餘繼續大致向西移動, 並緩慢減弱。12月28日, 留尼汪氣象部最後一次提及阿瑪拉, 並認為阿馬拉的殘餘低壓中心已經差不多完全消散。

### 特強熱帶氣旋熱帶氣旋布魯斯(Bruce)
12月20日凌晨, 原本位於澳洲地區海域的熱帶氣旋Bruce(布魯斯), 以熱帶氣旋級強度的上限(中心風力每小時85節)進入西南印度洋海域。當時聯合颱風警報中心(JTWC)對它的評級為三級氣旋。由於當時布魯斯身處的環境為它提供強勁的輻散渠道, 布魯斯得以進一步增強。
同日早上, 留尼汪氣象部把布魯斯升格為強烈熱帶氣旋, 同時聯合颱風警報中心(JTWC)升格布魯斯為四級氣旋。晚上, 留尼汪氣象部把布魯斯升格為非常強烈熱帶氣旋。
12月21日下午, 由於布魯斯進行了眼壁替換過程, 因此強度略為減弱, 留尼汪氣象部把布魯斯降格為強烈熱帶氣旋。同日晚上, 布魯斯的眼壁替換過程結束並重新增強, 聯合颱風警報中心(JTWC)升格布魯斯為五級氣旋。
12月22日凌晨, 布魯斯受惠於三條高空的輻散通道, 得以進一步增強, 留尼汪氣象部把布魯斯再次升格为非常强烈热带气旋，并给出125节，与氣旋加菲洛並列，成为南印度洋史上风速最强的热带气旋，但气压則高于加菲洛。
到了早上, 布魯斯開始減弱, 聯合颱風警報中心(JTWC)降格布魯斯為四級氣旋。留尼汪氣象部也觀察到, 布魯斯的雲頂溫度略為回升, 眼壁結構開始鬆散, 但強度仍為120節。下午, 布魯斯進入海水溫度較為低的水域, 令布魯斯的減弱速度開始加快, 留尼汪氣象部把布魯斯降格為強烈熱帶氣旋。同時, 聯合颱風警報中心(JTWC)降格布魯斯為三級氣旋。
12月23日早上, 聯合颱風警報中心(JTWC)降格布魯斯為二級氣旋。到了下午, 留尼汪氣象部把布魯斯降格為熱帶氣旋, 聯合颱風警報中心(JTWC)同時降格布魯斯為一級氣旋。晚上, 留尼汪氣象部把布魯斯降格為強烈熱帶風暴。
12月24日凌晨, 留尼汪氣象部認為布魯斯已經開始轉化為溫帶氣旋的過程, 因此把它定性為「後熱帶氣旋」(Post-tropical cyclone)。到了早上, 聯合颱風警報中心(JTWC)降格布魯斯為熱帶風暴。
到了下午, 留尼汪氣象部為後熱帶氣旋布魯斯發出最後報告, 同時聯合颱風警報中心(JTWC)也為布魯斯發出最後報告。

### 強烈熱帶氣旋貝吉莎(Bejisa)
12月28日下午, 留尼汪氣象部把一個在馬達加斯加東北海域迅速發展的低壓系統升格為熱帶擾動04R。同時聯合颱風警報中心(JTWC)把該系統由LOW升格為MEDIUM。
12月29日凌晨, 留尼汪氣象部把04R升格為熱帶低氣壓, 同時聯合颱風警報中心(JTWC)把該系統升格為HIGH。同日早上, 聯合颱風警報中心(JTWC)把該系統升格為熱帶風暴, 編號為06S。晚上, 留尼汪氣象部把04R升格為中度熱帶風暴, 馬達加斯加氣象部門將其命名為Bejisa(貝吉莎)。
12月30日早上, 留尼汪氣象部把貝吉莎升格為強烈熱帶風暴。到了下午, 貝吉莎發展出一細小的風眼, 留尼汪氣象部把貝吉莎升格為熱帶氣旋, 同時聯合颱風警報中心(JTWC)把貝吉莎升格為一級氣旋。晚上, 留尼汪氣象部把貝吉莎升格為強烈熱帶氣旋, 同時聯合颱風警報中心(JTWC)把貝吉莎升格為二級氣旋。
12月31日, 聯合颱風警報中心(JTWC)把貝吉莎升格為三級氣旋。到了下午, 貝吉莎受到風切變影響而略為減弱, 留尼汪氣象部把它降格為熱帶氣旋。晚上, 聯合颱風警報中心(JTWC)把貝吉莎降格為二級氣旋。
1月1日起, 留尼汪氣象部及聯合颱風警報中心(JTWC)對貝吉莎的強度變化出現了分岐。留尼汪氣象部認為貝吉莎一直受到風切變影響而緩慢減弱, 而聯合颱風警報中心(JTWC)則認為貝吉莎重新增強，並在當日晚上重新升格貝吉莎為三級氣旋。
1月2日晚上, 聯合颱風警報中心(JTWC)降格貝吉莎為二級氣旋。同日, 貝吉莎在留尼汪島西南近距離掠過, 並為當地帶來烈風至暴風程度風力, 陣風更一度達颶風程度。
1月3日, 貝吉莎身處的海水溫度降低, 風切變則有所增強。早上, 留尼汪氣象部降格貝吉莎為強烈熱帶風暴, 同時聯合颱風警報中心(JTWC)降格貝吉莎為一級氣旋。同日晚上, 聯合颱風警報中心(JTWC)降格貝吉莎為熱帶風暴。
1月4日下午, 留尼汪氣象部曾經降格貝吉莎為中度熱帶風暴, 但晚上把貝吉莎的強度重新評定為強烈熱帶風暴。
1月5日早上, 留尼汪氣象部再次降格貝吉莎為中度熱帶風暴。下午, 留尼汪氣象部認為貝吉莎的系統結構已開始轉化為溫帶氣旋當中, 因此把貝吉莎定性為「後熱帶氣旋」。同日, 聯合颱風警報中心(JTWC)為貝吉莎發出最後報告。
1月6日下午, 留尼汪氣象部為後熱帶氣旋貝吉莎發出最後報告。
1月7日, 留尼汪氣象部在「每日熱帶天氣預報」及天氣圖中提到, 貝吉莎已於當天完全轉化為溫帶氣旋, 而且中心風力已減弱至每小時20海里。

### 強烈熱帶氣旋科林(Colin)
1月9日早上, 一個低壓區從東經90度以東的澳洲負責海域西移入進入西南印度洋。到了下午, 留尼汪氣象部把該低壓區升格為熱帶擾動, 編號為06R。當日聯合颱風警報中心(JTWC)繼續對06R維持HIGH的評級。晚上, 留尼汪氣象部把06R升格為熱帶低氣壓; 同時, 聯合颱風警報中心升格06R為熱帶風暴, 編號為08S。
1月10日凌晨, 留尼汪氣象部把06R升格為中度熱帶風暴, 毛里裘斯氣象部門將其命名為Colin(科林)。
1月11日早上, 留尼汪氣象部把科林升格為強烈熱帶風暴。同時,聯合颱風警報中心(JTWC)把科林升格為一級氣旋。
當日下午,科林突然出現快速增強, 其風眼的眼溫快速變暖, 中心氣壓由06:00UTC的986毫巴急降至12:00UTC的967毫巴。留尼汪氣象部當時把科林由強烈熱帶風暴(50節)升格為熱帶氣旋(85節); 同時，聯合颱風警報中心(JTWC)也把科林由一級氣旋(65節)強度升格為二級氣旋(90節)。留尼汪氣象部認為科林能夠快速增強, 甚至能突破熱帶氣旋的T-number只能在6小時內上升1.0的限制(德沃夏克分析法), 是因為科林的環流細小所致。
到了同日晚上, 受惠於良好的輻散通道, 科林繼續快速增強。留尼汪氣象部當時把科林由熱帶氣旋(85節)升格為強烈熱帶氣旋(95節); 聯合颱風警報中心(JTWC)把科林直接由二級氣旋(90節)升格為四級氣旋(115節)。
1月12日下午, 科林開始減弱。到了晚上, 留尼汪氣象部降格科林為熱帶氣旋, 同時聯合颱風警報中心(JTWC)把科林降格為三級氣旋。
1月13日凌晨, 聯合颱風警報中心(JTWC)降格科林為二級氣旋。到了早上, 留尼汪氣象部降格科林為強烈熱帶風暴, 同時聯合颱風警報中心(JTWC)降格科林為一級氣旋。
1月14日凌晨, 留尼汪氣象部降格科林為中度熱帶風暴; 同時聯合颱風警報中心(JTWC)降格科林為熱帶風暴。到了下午, 留尼汪氣象部把科林定性為後熱帶氣旋。
1月15日凌晨, 留尼汪氣象部為後熱帶氣旋科林發出最後報告。下午, 聯合颱風警報中心(JTWC)為科林發出最後報告。
1月16日, 留尼汪氣象部認為科林已完全轉化為溫帶氣旋。

### 中度熱帶風暴德利維(Deliwe)
1月14日早上, 一個低壓區從莫桑比克沿岸移入進入莫桑比克海峽。不久, 該熱帶擾動在馬達加斯加梅拉基區貝薩蘭皮海岸登陸。數小時後, 該低壓區在從馬達加斯加梅拉基區馬蘇阿里武移入莫桑比克海峽。
1月16日下午, 留尼汪氣象部升格一個位於莫桑比克海峽中部、十分接近馬達加斯加西部沿岸的低壓區為熱帶擾動07R。同時, 當日聯合颱風警報中心(JTWC)把07R升格為熱帶風暴, 並編號為09S。
當日晚上, 留尼汪氣象部直接升格07R為中度熱帶風暴, 馬達加斯加氣象部門將其命名為Deliwe(德利維)。
德利維的強度在1月17日早上達到頂峰後, 到了下午開始受到垂直風切變影響而轉趨減弱。晚上, 留尼汪氣象部降格德利維為熱帶低氣壓。
1月18日凌晨, 留尼汪氣象部為德利維發出最後報告; 同時, 聯合颱風警報中心(JTWC)為德利維發出最後報告。

### 強烈熱帶風暴埃迪爾森(Edilson)
2月4日早上, 留尼汪氣象部升格一個位於馬斯克林群島的低壓區為熱帶擾動, 並編號為10R。當時聯合颱風警報中心(JTWC)對它的評等為MEDIUM。同日下午, 留尼汪氣象部升格10R為熱帶低氣壓。晚上, 聯合颱風警報中心(JTWC)升格10R為熱帶風暴, 並編號為13S。
2月5日凌晨, 留尼汪氣象部升格10R為中度熱帶風暴, 毛里裘斯氣象部門將其命名為Edilson（埃迪爾森）。
2月6日早上, 留尼汪氣象部升格埃迪爾森為強烈熱帶風暴。
埃迪爾森在2月7日凌晨起開始受到風切變影響而緩慢減弱。到了下午, 留尼汪氣象部降格埃迪爾森為中度熱帶風暴。晚上, 留尼汪氣象部定性埃迪爾森為後熱帶氣旋; 同時聯合颱風警報中心(JTWC)為埃迪爾森發出最後報告。
2月8日凌晨, 留尼汪氣象部為後熱帶氣旋埃迪爾森發出最後報告。
2月9日, 留尼汪氣象部認為埃迪爾森已完全轉化為溫帶氣旋。

### 強烈熱帶風暴福班(Fobane)
2月6日下午, 留尼汪氣象部把一個位於北緯13度, 東經72度附近的低壓區升格為熱帶擾動, 編號為11R。當時聯合颱風警報中心(JTWC)已對11R發出熱帶氣旋形成警報。晚上, 留尼汪氣象部把11R升格為熱帶低氣壓。
2月7日凌晨, 聯合颱風警報中心(JTWC)升格11R為熱帶風暴, 並編號為14S。
2月8日凌晨, 留尼汪氣象部把11R升格為中度熱帶風暴, 並命名為Fobane(福班)。同日下午, 留尼汪氣象部升格福班為強烈熱帶風暴。
2月9日, 福班移至海洋溫度較低的地區, 並因此開始減弱。06:00UTC, 留尼汪氣象部降格福班為中度熱帶風暴。12:00UTC, 留尼汪氣象部認為福班的結構已變得不再符合熱帶氣旋的特性, 於是把福班定性為副熱帶氣旋。
在變性為副熱帶氣旋後, 福班的強度大致維持在中心風力45節, 並在2月12日凌晨略為增強至50節。
2月13日下午, 留尼汪氣象部為副熱帶氣旋福班發出最後報告。
2月14日早上, 聯合颱風警報中心(JTWC)為福斑發出最後報告。
2月15日, 留尼汪氣象部定性福班為後熱帶氣旋, 顯示福班已開始溫帶氣旋轉化過程。
2月17日, 留尼汪氣象部定性福班為溫帶氣旋, 中心風力維持在30節左右。

### 強烈熱帶風暴古伊托(Guito)
2月18日早上, 留尼汪氣象部把一個位於剛移入莫桑比克沿海的低壓區, 升格為熱帶擾動, 並編號為12R。當時聯合颱風警報中心(JTWC)對它的評等為HIGH。
當日下午, 留尼汪氣象部升格12R為熱帶低氣壓。同時, 聯合颱風警報中心(JTWC)升格12R為熱帶風暴, 編號為15S。
2月19日凌晨, 留尼汪氣象部升格12R為中度熱帶風暴, 馬達加斯加氣象部門將其命名為Guito(古伊托)。同日下午, 留尼汪氣象部升格古伊托為強烈熱帶風暴。晚上, 聯合颱風警報中心(JTWC)升格古伊托為一級氣旋。
2月20日下午, 古伊托因開始受到垂直風切變而減弱。
2月21日凌晨, 聯合颱風警報中心(JTWC)降格古伊托為熱帶風暴。同日下午, 留尼汪氣象部降格古伊托為中度熱帶風暴。
2月22日凌晨, 留尼汪氣象部定性古伊托為後熱帶氣旋。到了早上, 聯合颱風警報中心(JTWC)為古伊托發出最後報告。下午, 留尼汪氣象部為古伊托發出最後報告。

### 特強熱帶氣旋海倫(Hellen)
3月27日下午(當地時間), 留尼汪氣象部把一個位於坦桑尼亞東部活海的一個低壓區升格為不穩定的天氣區域(Zone of Disturbed Weather), 並編號為14R。當時聯合颱風警報中心(JTWC)對它的評级為HIGH。
3月28日早上, 留尼汪氣象部升格14R為熱帶擾動, 並開始固定地為14R發出熱帶氣旋報告。當時聯合颱風警報中心(JTWC)對它的評等仍然為HIGH。到了晚上, 留尼汪氣象部升格14R為熱帶低氣壓; 同時聯合颱風警報中心將其升格為熱帶風暴, 並編號為21S。
3月29日凌晨, 留尼汪氣象部升格14R為中度熱帶風暴, 馬達加斯加氣象部門將其命名為Hellen(海倫)。當日夜晚, 留尼汪氣象部升格海倫為強烈熱帶風暴。
3月30日凌晨，海倫開始出現快速增強，留尼旺氣象部把海倫升格為熱帶氣旋; 同時聯合颱風警報中心(JTWC)把海倫直接升格為二級氣旋。到了早上，留尼旺氣象部把海倫升格為強烈熱帶氣旋; 同時聯合颱風警報中心(JTWC)把海倫直接升格為四級熱帶氣旋。在同日晚上，留尼旺氣象部把海倫升格為非常強烈熱帶氣旋，令海倫成爲今年西南印度洋生成的第二個非常強烈熱帶氣旋（上一个为氣旋布鲁斯），和有記錄以來莫桑比克海峽生成最強的熱帶氣旋。
3月31日凌晨, 由於海倫的風眼進行了眼壁更替的過程, 強度有所減弱, 留尼旺氣象部將海倫降格為強烈熱帶氣旋。到了早上, 海倫因靠近陸地及垂直風切變增強而繼續減弱, 留尼旺氣象部把海倫降格為熱帶氣旋; 同時聯合颱風警報中心(JTWC)把海倫降格為三級氣旋。
下午, 海倫在馬達加斯加博愛尼區米欽祖沿岸登陸。由於中心直接受陸地影響, 強度快速減弱。留尼旺氣象部在當時直接將海倫降格為中度熱帶風暴; 同時聯合颱風警報中心(JTWC)把海倫降格為二級氣旋。到了晚上, 聯合颱風警報中心(JTWC)把海倫降格為一級氣旋。
4月1日凌晨, 留尼旺氣象部直接將海倫降格為熱帶擾動, 並為海倫發出最後報告; 同時聯合颱風警報中心(JTWC)把海倫降格為熱帶風暴, 亦為海倫發出最後報告。
隨後, 留尼旺氣象部降格海倫為低壓區, 中心風力為15節; 同時聯合颱風警報中心(JTWC)對海倫殘餘的評等為LOW。在當日下午左右, 海倫殘餘中心從馬達加斯加博愛尼區蘇阿拉拉移入莫桑比克海峽。
4月5日凌晨, 海倫的殘餘在莫桑比克伊尼揚巴內省伊尼揚巴內沿岸登陸，並徹底消散。

### 中度熱帶風暴伊萬諾(Ivanoe)
4月4日, 留尼汪氣象部在早上升格一個位於南緯15度, 東經79度附近的低壓區為熱帶擾動, 並編號為15R。同日下午, 留尼汪氣象部升格15R為熱帶低氣壓; 同時, 聯合颱風警報中心把它升格為熱帶風暴, 並編號為22S。
4月5日早上, 留尼汪氣象部升格15R為中度熱帶風暴, 毛里裘斯氣象部門將其命名為Ivanoe(伊萬諾)。
4月6日凌晨, 留尼汪氣象部升格伊萬諾為強烈熱帶風暴。同日早上, 留尼汪氣象部定性伊萬諾為後熱帶氣旋。
下午, 留尼汪氣象部為後熱帶氣旋伊萬諾發出最後報告; 同時聯合颱風警報中心也為伊萬諾發出最後報告。
4月7日, 留尼汪氣象部定性伊萬諾為溫帶氣旋。

## 其他熱帶氣旋
除了被命名的熱帶氣旋外，還有一些沒被命名的低氣壓和被聯合颱風警報中心認為是熱帶風暴的熱帶氣旋。以下列出那些熱帶氣旋的資料。

### 熱帶低氣壓01R
10月25日一低壓區於印尼西南方海面生成，10月26日美國海軍實驗室編號95S並評級為LOW，同日晚上JTWC發出熱帶氣旋形成警報不久MFR將其升格熱帶擾動01R，10月27日聯合颱風警報中心(JTWC)升格熱帶風暴並編號01S。10月28日聯合颱風警報中心(JTWC)將其降格為熱帶低壓，并發出最后警報。

### 熱帶低氣壓05R
1月9日, 留尼汪氣象部把一個位於莫桑比克海峽南部的低壓區升格為熱帶低氣壓05R。當日聯合颱風警報中心(JTWC)把它評為MEDIUM。
1月10日凌晨, 由於05R的組織轉弱, 西部象限也開始受到乾空氣入侵, 因此聯合颱風警報中心(JTWC)把05R降格為LOW。到了早上, 留尼汪氣象部把05R評定為「後熱帶氣旋」, 當時的中心風力增強至35節的熱帶風暴級水平。
1月11日凌晨, 留尼汪氣象部為後熱帶氣旋05R發出最後報告。其後留尼汪氣象部在當日的熱帶天氣報告中提到, 05R已於當日09:30Z完全轉化為溫帶氣旋。

### 不穩定天氣區域 08R
1月18日早上, 留尼汪氣象部把一個位於馬達加斯加東北海域的低壓系統升格為「不穩定天氣區域」(Zone of Disturbed Weather，即一热带扰动), 並編號為08R, 並預測08R會逐漸增強至熱帶低氣壓的強度。當時聯合颱風警報中心(JTWC)把它評為MEDIUM。
到了當日下午, 留尼汪氣象部轉而認為08R不會增強, 因此為08R發出最後報告。
1月20日早上, 08R的低壓中心在馬達加斯加薩瓦區安塔拉哈登陸, 並在隨後數小時後消散。

### 熱帶擾動09R
1月28日下午, 留尼汪氣象部把一個位於莫桑比克海峽北部的低壓區升格為熱帶擾動, 並編號為09R。當時聯合颱風警報中心(JTWC)對它的評等由MEDIUM(早上)升格為HIGH(下午)。
1月29日下午, 留尼汪氣象部為09R發出最後報告; 同時聯合颱風警報中心(JTWC)降格09R為MEDIUM。
1月31日早上, 09R在莫桑比克伊尼揚巴內省莫林貝內沿岸登陸; 同時留尼汪氣象部把熱帶擾動09R降格為低壓區。同日, 聯合颱風警報中心(JTWC)降格09R為LOW。

### 副熱帶氣旋13R
2月27日下午, 留尼汪氣象部認為一個位於南緯33度, 東經38度附近的溫帶氣旋已轉化為副熱帶氣旋, 於是給予它編號13R。
2月28日, 留尼汪氣象部為13R發出最後報告。
3月1日, 13R轉化為溫帶氣旋。

## 2013-14年風暴名單
西南印度洋的熱帶氣旋是由世界氣象組織西南印度洋熱帶氣旋委員會命名。由毛里裘斯、馬拉維、莫桑比克、納米比亞、塞舌爾、南非、斯威士蘭、津巴布韋、坦桑尼亞、博茨瓦納、科摩羅、萊索托和馬達加斯加提供名字。當熱帶氣旋在東經55度以西達到「中度熱帶風暴」的強度，位於馬達加斯加的熱帶氣旋警告中心就會為該系統命名。當熱帶氣旋在東經55度及東經90度之間達到「中度熱帶風暴」的強度，位於毛里裘斯的熱帶氣旋警告中心就會為該系統命名。本年未用名稱以灰色表示，黑體字表示今年已經使用過，粗體名稱表示該風暴活躍中，橙色表示下一個即將使用的熱帶氣旋名稱。
| - Amara - Bejisa - Colin - Deliwe - Edilson - Fobane - Guito - Hellen - Ivanoe | - Jirani - Katundu（未用） - Letso（未用） - Mirana（未用） - Naserian（未用） - Opang（未用） - Paya（未用） - Querida（未用） - Romane（未用） | - Singano（未用） - Tarus（未用） - Unami（未用） - Vuma（未用） - Wamil（未用） - Xolile（未用） - Yasmine（未用） - Zamile（未用） |

## 內部連結
- 2013年太平洋颱風季
- 2013年太平洋颶風季
- 2013年大西洋颶風季
- 2013年北印度洋氣旋季
- 2014年太平洋颱風季
- 2014年太平洋颶風季
- 2014年大西洋颶風季
- 2014年北印度洋氣旋季
- 2013－2014年澳洲地區熱帶氣旋季
- 2013－2014年南太平洋熱帶氣旋季

## 外部連結
- 聯合颱風警報中心 (JTWC)
- 法國氣象局 (RSMC La Réunion)
- 世界氣象組織